# 아산 이충무공 유허
아산 이충무공 유허(牙山 李忠武公 遺墟)는 대한민국 충청남도 아산시 염치읍에 있는, 충무공 이순신이 무과에 급제하기 전까지 살았던 곳으로, 지금의 현충사이다. 1967년 3월 18일 대한민국의 사적 제155호로 지정되었다.

## 개요
충무공 이순신이 무과에 급제하기 전까지 살았던 곳을 오늘날 성역화한것을 말한다.
임진왜란 때 큰 공을 세운 이순신을 기리기 위해 숙종 32년(1706)에 사당을 세우고, 1707년 숙종이 직접 ‘현충사’라 이름 지었다. 그 뒤 200년간 사당을 잘 운영해 오다가 한때 일제의 탄압으로 쇠퇴하였다. 광복 후
1967년 국가에서 현충사 성역사업을 마치면서 지금의 모습을 갖추었다.
주요시설로는 이순신의 초상화를 모셔놓은 현충사를 비롯하여 이순신이 자란 옛 집, 활을 쏘며 무예를 연습하던 활터, 정문인 홍살문, 셋째 아들 이면의 무덤이 있다.
충무공이순신기념관에는 국보76호 9점(난중일기 7권, 임진장초 1권, 서간첩 1권), 보물 326호 6점(장검 2병, 요대1구, 옥로1구, 도배구대1쌍), 보물 1564호 16점 (선무공신교서, 기복수직교서 등) 등이 소장되어 있다.

## 같이 보기
- 이순신

## 참고 자료
- 아산 이충무공 유허 - 국가유산청 국가유산포털